# オオガラパゴスフィンチ
オオガラパゴスフィンチ (Geospiza magnirostris) は鳥類の一種であり、それまでホオジロ科とされたが、現在、フウキンチョウ科に分類されるダーウィンフィンチ類に属する。

## 分布
ガラパゴス諸島の固有種であり、南東の島（フロレアナ島、エスパニョラ島、サン・クリストバル島、サンタ・フェ島）を除く、諸島のほとんどの乾燥地帯に生息する。

## 形態
全長16cm、体重35g。オオガラパゴスフィンチは、ダーウィンフィンチ類において、全長およびくちばしの大きさともに最大の種である。上嘴の基部は額より隆起し、大きなくちばしをもつ頭や下顎により、大きく硬い種子を常食とすることを可能にしている。成鳥の雄は全身黒色で、下尾筒にのみ白斑がある。雌および若鳥は上面褐色で、下面には縞がある。
ダーウィン島で採集された標本において大きなくちばしにばらつきが見られたことで、オオサボテンフィンチとの交雑が示唆された。

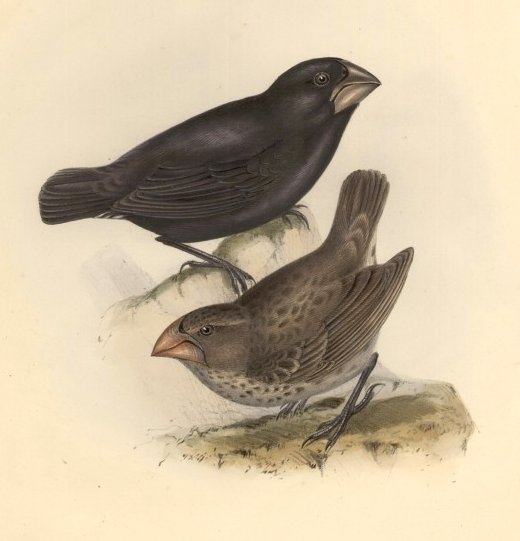
画：John Gould （1832-1836年作）

## 生態
海岸や移行帯を好み、普通単独で見られる。
木や地面で採餌し、種子、葉、自生の実やベリー、ムユヨ (Cordia lutea) の花蜜、クロトン(Croton) の花、アオムシなどを食べる。
餌のとり方は普通の鳥と同様にくちばしで挟んで取る。